# Copa do Mundo de Rugby League de 1972
A Copa do Mundo de Rugby League de 1972 foi a sexta edição do torneio. Ocorreu dois anos depois da anterior.
Foi realizada na França, cujo rugby league nacional estava em declínio desde a década anterior, ocasionando públicos escassos no torneio. A Grã-Bretenha foi campeã pela terceira e última vez. Foi o último título de uma seleção europeia no torneio, que nas seis edições seguintes seria vencido seguidamente pela Austrália, que é tradicionalmente a seleção de rugby league mais forte do mundo.
Como nas edições anteriores, a edição só contou com quatro seleções participantes, em virtude da pequena difusão global em alto nível da modalidade: Austrália, França, Grã-Bretanha e Nova Zelândia.

## Resultado
| 28 Outubro |      |               |                                           |
| França     | 20–9 | Nova Zelândia | Stade Vélodrome, Marselha Público: 20,748 |
|            |      |               | Stade Vélodrome, Marselha Público: 20,748 |

| 29 Outubro |       |              |                                               |
| Austrália  | 21–27 | Grã-Bretanha | Stade Gilbert Brutus, Perpinhã Público: 6,300 |
|            |       |              | Stade Gilbert Brutus, Perpinhã Público: 6,300 |

| 1 Novembro |      |              |                                             |
| França     | 4–13 | Grã-Bretanha | Stade Lesdiguières, Grenoble Público: 5,321 |
|            |      |              | Stade Lesdiguières, Grenoble Público: 5,321 |

| 1 Novembro |     |               |                                        |
| Austrália  | 9–5 | Nova Zelândia | Parc des Princes, Paris Público: 8,000 |
|            |     |               | Parc des Princes, Paris Público: 8,000 |

| 4 Novembro   |       |               |                                     |
| Grã-Bretanha | 53–19 | Nova Zelândia | Stade du Hameau, Pau Público: 7,500 |
|              |       |               | Stade du Hameau, Pau Público: 7,500 |

| 5 Novembro |      |           |                                           |
| França     | 9–31 | Austrália | Stadium Municipal, Tolosa Público: 10,332 |
|            |      |           | Stadium Municipal, Tolosa Público: 10,332 |

### Pontuação corrida
| Seleção       | Jogos | Vitórias | Empates | Derrotas | Pontos Pró | Pontos Contra | Saldo | Pontos |
| ------------- | ----- | -------- | ------- | -------- | ---------- | ------------- | ----- | ------ |
| Grã-Bretanha  | 3     | 3        | 0       | 0        | 93         | 44            | +49   | 6      |
| Austrália     | 3     | 2        | 0       | 1        | 61         | 41            | +20   | 4      |
| França        | 3     | 1        | 0       | 2        | 33         | 53            | −20   | 2      |
| Nova Zelândia | 3     | 0        | 0       | 3        | 33         | 82            | −49   | 0      |

### Final
| 11 Novembro |       |              |                                                                        |
| Austrália   | 10–10 | Grã-Bretanha | Stade de Gerland, Lyon Público: 4,231 Árbitro: Georges Jameau (França) |
|             |       |              | Stade de Gerland, Lyon Público: 4,231 Árbitro: Georges Jameau (França) |